# Carta puebla

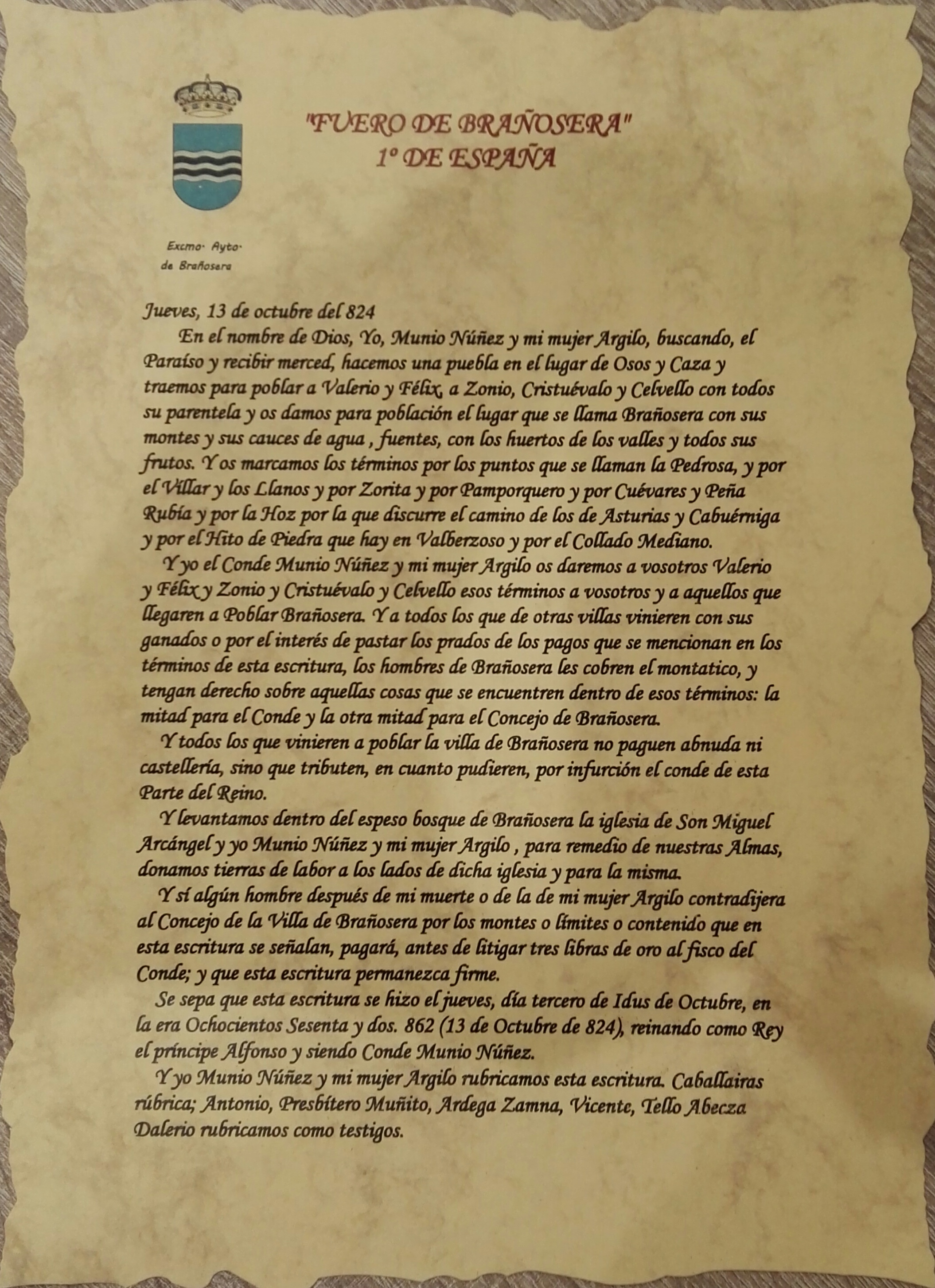
La carta puebla de Brañosera (Castilla), otorgada por el conde Munio Núñez en el año 824 es la más antigua conocida.

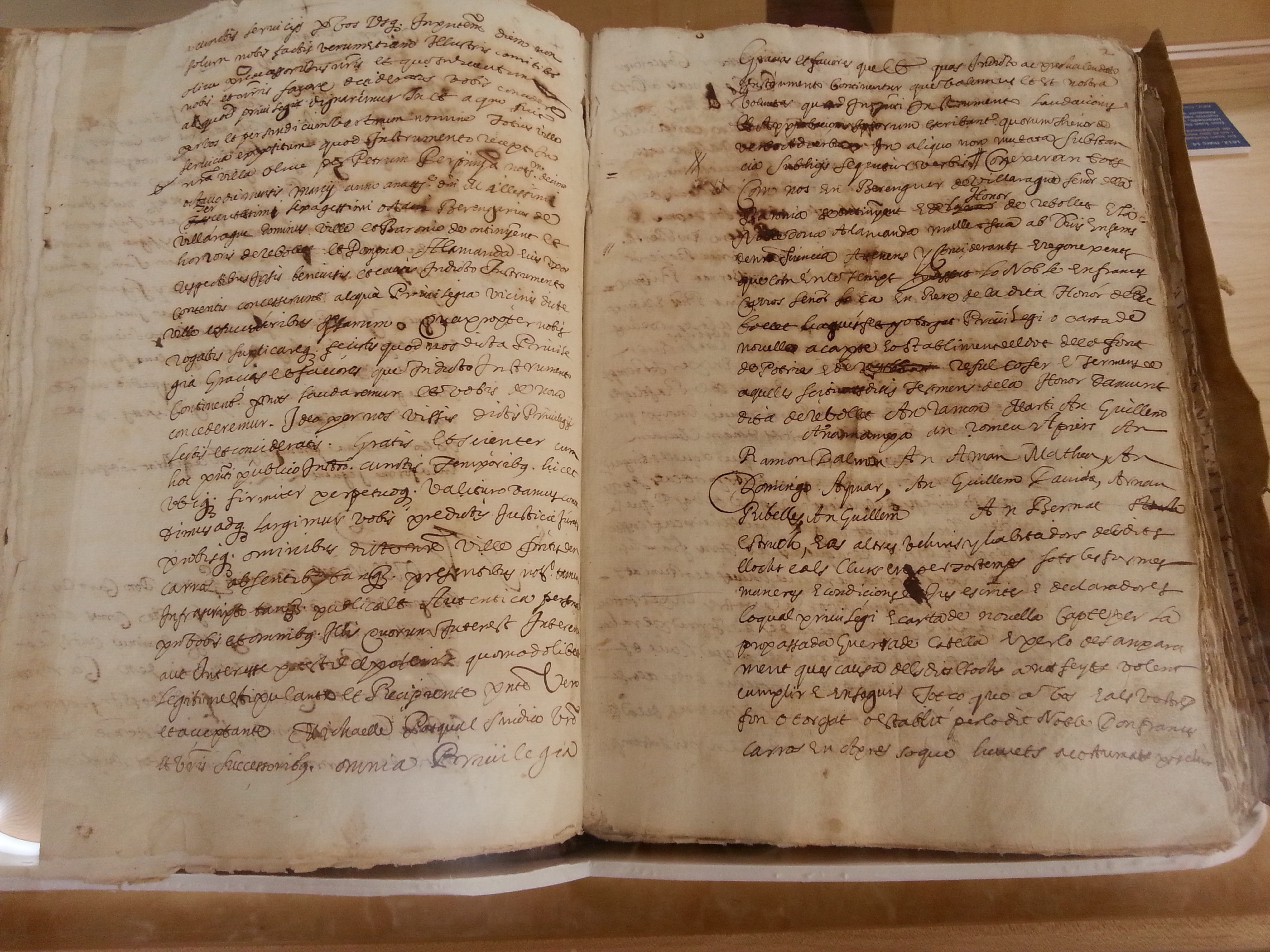
Carta puebla de Fuente Encarroz, Potríes y Rafelcofer (copia de 1627).

Carta puebla, carta de población o privilegio de población (en latín, chartae populationis) es la denominación del documento por el cual los reyes cristianos, señores laicos y eclesiásticos o concejos de la península ibérica otorgaban una serie de privilegios a grupos poblacionales con el fin de obtener la repoblación de ciertas zonas de interés económico o estratégico durante la Reconquista. Constituyó la primera manifestación de derecho local aparecida durante dicho proceso.

## Finalidad
Las cartas pueblas surgieron dentro del contexto del proceso reconquistador de la Península y, la subsecuente, repoblación de las áreas recuperadas militarmente. Con ellas se pretendía asegurar las nuevas fronteras —finalidad estratégica—, a través del asentamiento de una población guerrera y campesina; y la revitalización de las tierras conquistadas a los musulmanes —objetivo económico—, fomentando la creación de nuevas fuentes de riqueza y el aumento, consecuente, de los recursos de la hacienda real. Además, sirvieron a los reyes como un instrumento político de equilibrio frente al poder señorial, permitiendo la generación de núcleos urbanos conformados por hombres libres, que hacían las veces de una tercera fuerza entre los señores y los monarcas.
Debido a que su finalidad primordial era atraer pobladores, estas cartas se limitaban, en general, a fijar las condiciones jurídicas de la ocupación del territorio y del asentamiento en este, así como las relaciones entre los repobladores y el señor de la tierra —relación o régimen señorial entre estos—. Algunas, además, contuvieron una incipiente regulación jurídica de la vida local. Fueron utilizadas fundamentalmente en la repoblación de la zona norte y centro de la península ibérica, áreas por lo general deshabitadas o con escasa población residente.

## Otorgantes y modalidades
El otorgante de la carta puebla era el respectivo señor del territorio —rey cristiano o señor laico o eclesiástico—, que actuaba por propia iniciativa (o como delegado del respectivo rey) o, en ocasiones, a solicitud de los propios súbditos. En este último caso, les daba a estos acuerdos un cierto carácter de pacto.
Dentro de las cartas pueblas, se pueden distinguir diversas modalidades, en función de su naturaleza y contenido. Entre ellas, se puede mencionar:
- El 'contrato agrario-colectivo': que era de carácter privado y fijaba las normas a las cuales debían ajustarse los pobladores que se asentarían en la zona: límites, titularidad de la tierra, rentas, etc.

- El 'contrato agrario-colectivo público' o 'carta de población de naturaleza pública': que establecía un régimen jurídico-público, estableciendo exenciones o privilegios de carácter económico, cargas, etc.

Algunas cartas pueblas llegaron a contener ciertas normas de Derecho civil, penal y procesal.

## Historia
La más antigua carta de población de Castilla es la Carta Puebla de Brañosera de 824, otorgada por el conde Munio Núñez, y confirmada por Fernán González en 968. En el condado de Barcelona se otorgaron varias, tales como la de Freixá, concedida por Witardo en 954 y la Carta Puebla de Cardona de 986, otorgada por Borrell II. En La Rioja, el obispo de Nájera concedió una a Longares en 1065. En Aragón, se conoce la Carta de Población de Belchite, concedida por Alfonso I en 1126. En 1614 D. Jerónimo de Rocamora se la concede a la localidad de Redován (Alicante). Pedro I de Castilla la otorgó a Utiel en 1355. En 1248 Don Frey Guillen de Mondragón, la otorgó al consejo de  Turleque. En 1297, el propio concejo de Segovia le concedió la carta puebla al concejo de El Espinar.
A partir de finales del siglo X, el derecho local comenzó a fijarse por escrito, recogiéndose normas de diversas procedencias, atribuyéndose por lo general al otorgante de la primera carta de población. Este proceso derivó en nuevas cartas que poseían la forma de privilegios reales y que se presentaban bajo una diversa nomenclatura —chartae fori, chartae libertatis, confirmationis, privilegii, entre otras—; estas se han denominado por los investigadores como fueros breves, por su extensión limitada al diploma que los contenía.

## Relación con los Fueros
Las cartas pueblas están íntimamente relacionadas con los fueros municipales. En algunos casos, la principal diferencia existente entre las cartas y los fueros está dada por la circunstancia de su concesión.
Ciertas cartas así lo expresan en su texto: concesión del lugar ad populandum, fijación de los límites, especificación del número de pobladores y su origen. Otras, en cambio, por su contenido no se diferencian mayormente de los fueros.
Por tal motivo, ciertos historiadores del Derecho no comparten esta terminología y distinción, considerando que todos los documentos que, de algún modo regularon la vida local, son fueros.